# Herrnneuses
Herrnneuses ist ein Gemeindeteil der Kreisstadt Neustadt an der Aisch im Landkreis Neustadt an der Aisch-Bad Windsheim (Mittelfranken, Bayern). Die Gemarkung Herrnneuses hat eine Fläche von 5,217 km². Sie ist in 558 Flurstücke aufgeteilt, die eine durchschnittliche Fläche von 9350,17 m² haben. In ihr liegen neben dem namensgebenden Ort die Gemeindeteile Hohenwürzburg und Oberstrahlbach. Die Gemarkung gilt als „Benachteiligtes Gebiet“ der EU.

## Geografie
Herrnneuses liegt am äußersten Nordrand der Frankenhöhe, rund 100 Höhenmeter über Neustadt und dem Aischgrund. Das Dorf hat als natürlichen Abfluss den Schweinachbach in die Aisch. Am Dorf verlaufen die südöstlichen Grenzen der Stadt Neustadt zu den Gemeinden Emskirchen und Markt Erlbach. Quer durch das Dorf, auf der Kreisstraße NEA 24, verläuft die Nordgrenze des Naturparks Frankenhöhe.

## Geschichte
Das Dorf heißt seit 1796 Herrnneuses. 1158 wurde es als „Newses“ erstmals urkundlich erwähnt, und zwar in einem Schutzbrief des Kaisers Friedrich Barbarossa für das Kloster Münchaurach als zugehörig zum Kloster. Für den Namen Newses (= Neuses) sind zwei verschiedene Erklärungen bekannt: Es kann sein, dass er „neuer Sitz“ bedeutet. Das bezieht sich darauf, dass Neuses früher zur Pfarrei Altheim gehörte und von dort aus gegründet worden sein kann. Es kann auch sein, dass er slawischer Herkunft ist und von „nîs“ = „feuchte Niederung, Au“ stammt. Dafür spricht die Lage im Schweinachbach-Tal und dass das ganze Gebiet zwischen Main, Regnitz und Steigerwald um das Jahr 1000 auch slawisch besiedelt war („terra sclavorum“).

### Rittergut
Ab Ende des 12. Jahrhunderts wurde Neuses mit seinen umliegenden Ländereien als „Gut“ und später „Rittergut“ von auswärtigen Herrschaftsfamilien besessen. 1235 gehörte es zusammen mit dem Benediktinerkloster Münchaurach dem Burggrafen von Nürnberg. Danach ging es Mitte des 14. Jahrhunderts an die von Seckendorff („Seckendorff-Rinhofen“). Durch Heirat kam es 1391 an das Adelsgeschlecht Schenk von Geyern zu Uttenhofen. 1395 bis 1483 besaß es die bekannte Nürnberger Kaufmannsfamilie Rummel. Deren Oberhaupt Sebald I. Rummel verbrachte die letzten beiden Jahrzehnte seines Lebens in Neuses. Danach kam Neuses für kurze Zeit zum Kloster Langenzenn und 1492 an die Nürnberger Familie Sigwein. Anfang des 16. Jahrhunderts erwarben es die Edlen von Wichsenstein. 1561 bis 1567 war es dann an das Adelsgeschlecht von Vestenberg verpfändet. Es ist dokumentiert, dass Neuses 1567 zur Festung Wilhermsdorf gehörte und damit zusammen von dem aus Oberhessen stammenden Ritter und Reichsfreiherrn Heinrich Hermann Schutzsper (späterer Name Schutzbar) erworben wurde. Als 1656 die Familie Schutzbar in Franken ausstarb, kam Neuses an den Markgrafen von Brandenburg-Ansbach. Schon wenig später gab es weitere Besitzer: 1660 ganz kurz die Familie von Völderndorff, dann das Adelsgeschlecht von Bobenhausen, 1665 die von Bronsart. 1668 kaufte schließlich der Generalfeldmarschall Graf Wolfgang Julius von Hohenlohe-Neuenstein Wilhermsdorf und das Rittergut Neuses. Durch folgende Heiraten und Erbschaften der von Hohenlohe ging der Besitz an die Grafen von Limburg-Styrum.
Gegen Ende des 18. Jahrhunderts gab es in Herrnneuses 26 Anwesen (14 Güter, 1 Schmiede, 1 Gütlein, 1 Schenkstatt, 6 Häuser, 1 Mühle) und eine Schäferei, die ein kommunales Gebäude war. Das Hochgericht, die Dorf- und Gemeindeherrschaft sowie die Grundherrschaft über alle Anwesen übte das Rittergut Herrnneuses aus. Das Rittergut Herrnneuses war dem Ritterkanton Altmühl steuerbar. Es übte das Hochgericht und die Dorf- und Gemeindeherrschaft auch über Hohenwürzburg, Losaurach, Oberstrahlbach und Schellert aus. Neben den 26 Anwesen in Herrnneuses war es noch Grundherr in Hohenwürzburg (1 Anwesen), Kästel (1), Losaurach (5), Mosbach (1), Oberstrahlbach (12) und Schellert (25).
Im Jahre 1796 verkaufte der Graf von Limburg-Styrum seinen Besitz in Neuses an das Königreich Preußen (Brandenburg-Bayreuth). Preußen gab Neuses den offiziellen Namen „Herrnneuses“.

### Burg und Schlösser
Vermutlich seit Ende des 12. Jahrhunderts gab es am südlichen Dorfrand eine Burg. Die Burg wurde 1525 während des Bauernkriegs zerstört, danach nicht wieder aufgebaut und vollständig abgetragen. Um 1550 wurde mitten im Dorf ein Schloss erbaut, das 1732 wegen Baufälligkeit abgerissen wurde. 1769 wurde am südlichen Dorfrand ein neues, eher einfaches, Schlösschen gebaut, das 1812 abgebrochen wurde. Noch bis weit ins 19. Jahrhundert hinein war auf Landkarten die Ruine „Styrum“ eingezeichnet. Heute ist davon nichts mehr erhalten.

### Von Preußen zu Bayern
Herrnneuses war nur wenige Jahre preußisch. Das ganze Fürstentum Brandenburg-Bayreuth ist ab 1806 unter französischer Verwaltung und wird 1810 dem Königreich Bayern zugeschlagen. Im Rahmen des Gemeindeedikts wurde 1811 der Steuerdistrikt Herrnneuses gebildet, zu dem Bottenbach, Hohenwürzburg, Losaurach, Mosbach, Oberstrahlbach, Rennhofen, Schellert und Wulkersdorf gehörten. 1813 wurde die Ruralgemeinde Herrnneuses gebildet, die deckungsgleich mit dem Steuerdistrikt war. Mit dem Zweiten Gemeindeedikt (1818) wurde die Ruralgemeinde aufgelöst in:
- Ruralgemeinde Herrnneuses mit Hohenwürzburg und Oberstrahlbach
- Ruralgemeinde Losaurach mit Mosbach
- Ruralgemeinde Rennhofen mit Bottenbach
- Ruralgemeinde Schellert
- Wulkersdorf zur Ruralgemeinde Eggensee.[34][35]

Die Ruralgemeinde Herrnneuses war in Verwaltung und Gerichtsbarkeit dem Landgericht Neustadt an der Aisch zugeordnet und in der Finanzverwaltung dem Rentamt Neustadt an der Aisch (1919 in Finanzamt Neustadt an der Aisch umbenannt, seit 1972 Finanzamt Uffenheim). Ab 1862 gehörte Herrnneuses zum Bezirksamt Neustadt an der Aisch (1939 in Landkreis Neustadt an der Aisch umbenannt). Die Gerichtsbarkeit blieb beim Landgericht Neustadt an der Aisch (1879 in das Amtsgericht Neustadt an der Aisch umgewandelt). Die Gemeinde hatte 1964 eine Gebietsfläche von 5,268 km².
Am 1. Januar 1972 wurde Herrnneuses im Zuge der Gebietsreform in Bayern nach Neustadt eingemeindet.

### Baudenkmäler
In Herrnneuses gibt es vier Baudenkmäler:
- evangelisch-lutherische Kirche St. Matthäus
- Friedhof
- ehemalige Schlossscheune beim Haus Nr. 6
- Steinkreuz im Schenkenwald

### Bodendenkmäler
In der Gemarkung Herrnneuses gibt es drei Bodendenkmäler.

### Einwohnerentwicklung
Gemeinde bzw. Gemarkung Herrnneuses
| Jahr      | 1818   | 1840   | 1852   | 1855   | 1861   | 1867   | 1871   | 1875   | 1880   | 1885   | 1890   | 1895   | 1900   | 1905   | 1910   | 1919   | 1925   | 1933   | 1939   | 1946   | 1950   | 1952   | 1961   | 1970   | 2022   |
| Einwohner | 259    | 298    | 280    | 272    | 291    | 307    | 293    | 271    | 278    | 304    | 287    | 279    | 268    | 262    | 256    | 275    | 269    | 269    | 246    | 335    | 321    | 310    | 248    | 267    | 307    |
| Häuser    | 46     | 55     |        |        |        |        | 57     |        |        | 54     | 55     |        | 55     |        |        |        | 55     |        |        |        | 56     |        | 58     |        |        |
| Quelle    | [ 42 ] | [ 43 ] | [ 44 ] | [ 44 ] | [ 45 ] | [ 46 ] | [ 47 ] | [ 48 ] | [ 49 ] | [ 50 ] | [ 51 ] | [ 44 ] | [ 52 ] | [ 44 ] | [ 53 ] | [ 44 ] | [ 54 ] | [ 44 ] | [ 44 ] | [ 44 ] | [ 55 ] | [ 44 ] | [ 37 ] | [ 56 ] | [ 57 ] |

Ort Herrnneuses
| Jahr      | 001818 | 001840 | 001861 | 001871 | 001885 | 001900 | 001925 | 001950 | 001961 | 001970 | 001987 |
| Einwohner | 174    | 220    | 203    | 210    | 228    | 195    | 192    | 222    | 170    | 177    | 189    |
| Häuser    | 31     | 39     | 74     |        | 37     | 38     | 39     | 41     | 41     |        | 56     |
| Quelle    | [ 42 ] | [ 43 ] | [ 45 ] | [ 47 ] | [ 50 ] | [ 52 ] | [ 54 ] | [ 55 ] | [ 37 ] | [ 56 ] | [ 1 ]  |

## Religionen
Mindestens seit 1158 ist Herrnneuses christlich geprägt, anfangs vom Kloster Münchaurach und von der Pfarrei Altheim aus. Seit 1465 ist die Kirchengemeinde selbstständig. Schon damals gab es hier ein Kirchengebäude, das aber im Bauernkrieg 1525 zerstört wurde. Im Jahre 1572 wurde im Zuge der Reformation der Protestantismus übernommen. Von 1710 bis 1712 wurde die heutige Matthäus-Kirche erbaut. Die evangelisch-lutherische Kirchengemeinde Herrnneuses besteht bis heute. Zu ihr gehören auch die umliegenden Dörfer Oberstrahlbach, Schellert und Buchklingen. Sie wird vom Pfarramt Neustadt an der Aisch verwaltet. Katholische Christen gehören zur Pfarrei St. Johannis Enthauptung in Neustadt an der Aisch.

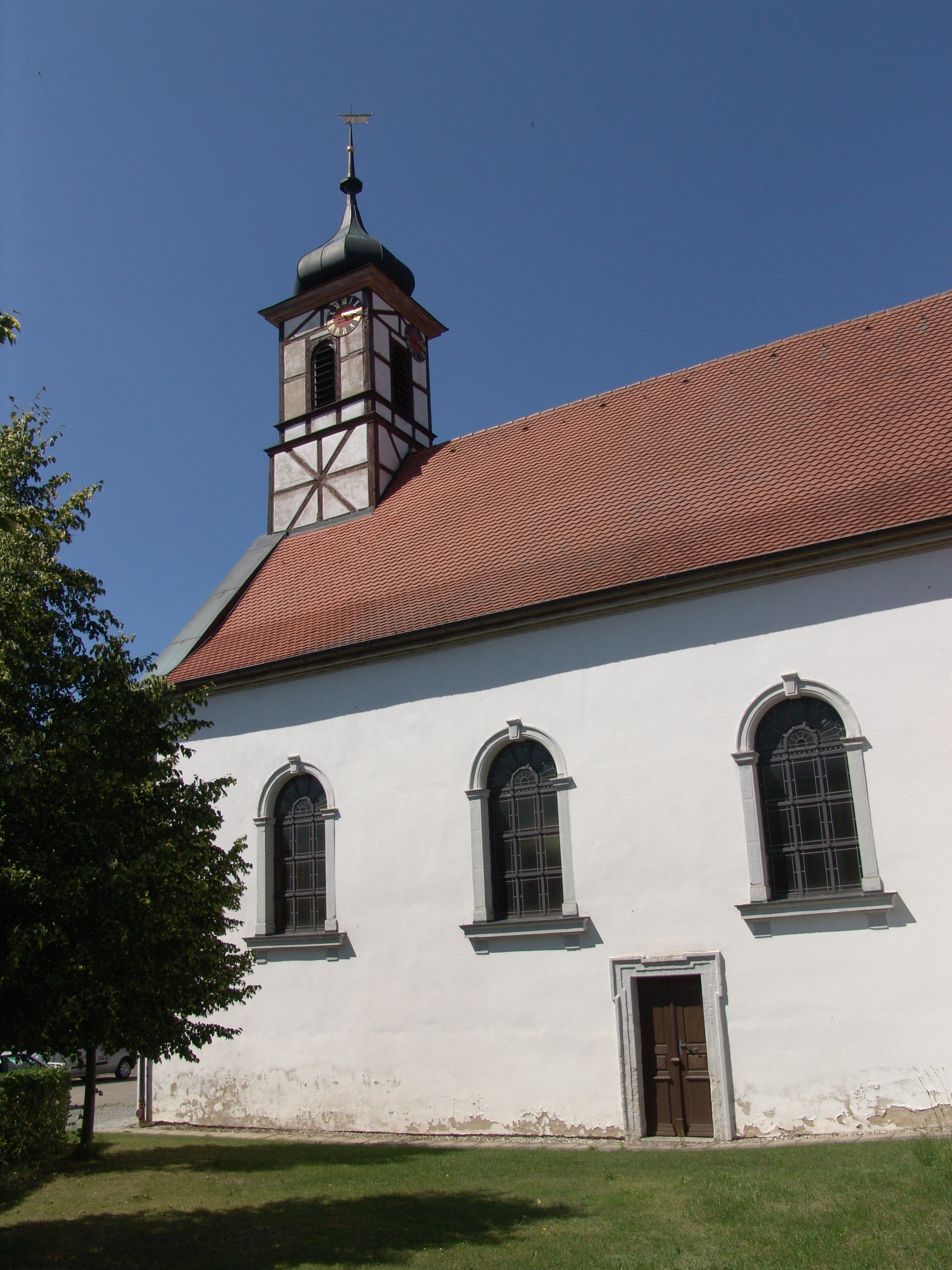
Matthäus-Kirche Herrnneuses

## Wirtschaft und Infrastruktur

### Verkehr
Durch das Dorf führt die Kreisstraße NEA 24 (Linden – Neuschauerberg), davon abzweigend die Gemeindeverbindungsstraße nach Oberstrahlbach und davon wieder abzweigend die einspurige Gemeindeverbindungsstraße nach Oberschweinach. Innerhalb des Dorfes beträgt die zulässige Höchstgeschwindigkeit 30 km/h (Ausnahme: auf der Kreisstraße 50 km/h). An der Kreisstraße NEA 24 befindet sich ein öffentlicher Parkplatz mit Ruhebänken.
Landkreis-Radwege führen nach Neustadt, Emskirchen, Dietersheim; „Aischgründer Bierrunde“ (Rundweg, 64 km, 352 HM), „Aischgründer GenussRadweg“ (Rundweg, 70 km, 464 HM), Fern-Radweg „Vom Main zur Zenn“ (Kitzingen – Fürth-Stadeln, 97 km, 842 HM).
Durch das Dorf führt der Wanderweg „Roter Tropfen“ von Ansbach (41,5 km) nach Neustadt (6 km) und weiter nach Heidebuck/Weigenheim (30 km).
ÖPNV: Es gibt eine Bushaltestelle der Linie 132 des VGN von Bräuersdorf nach Neustadt-Gymnasium. An Schultagen: Abfahrt einmal täglich nach Neustadt-Gymnasium, zweimal täglich nach Bräuersdorf; an schulfreien Tagen: als Rufbus.
Die zweigleisige elektrifizierte Eisenbahnstrecke Nürnberg-Würzburg verläuft durch den nördlichen Teil der Gemarkung Herrnneuses.

### Technische Infrastruktur
- Elektrizität: Hausanschlüsse vollständig unterirdisch verlegt; eine 110 kV-Freileitung (Nürnberg-Gebersdorf – Rottendorf), vier 20 kV-Freileitungen nach Diespeck, Brunn, Wilhermsdorf und Oberndorf mit zwei Transformatorenstationen.
- Ferngasversorgung: keine.
- Trinkwasserversorgung: Das Trinkwasser kommt durch die FWF aus Hüttendorf (Stadt Erlangen). Nordwestlich des Dorfes stehen der Wasserturm Häckerwald (600 m3, 423 m NHN) und ein Hochbehälter (4000 m3, 392 m NHN).
- Abwasser: Alle Wohnhäuser sind an die Kanalisation angeschlossen. Das Abwasser geht über eine Druckleitung in die Kläranlage Neustadt.
- Abfallentsorgung: Die Müllabfuhr wird vom Landratsamt organisiert. Jeder Haushalt hat mehrere Mülltonnen: Restmüll, Verpackungen („Gelbe Tonne“), Papier, ggf. Biomüll. Für die Sammlung von Wertstoffen gibt es zentral im Dorf drei Altglascontainer („Iglu“) und einen Behälter (Absetzmulde) für Gartenabfälle/Grünschnitt. Außerdem gibt es mehrere städtische Mülleimer.
- Briefpost: Briefkasten der Deutschen Post (eine tägliche Leerung)
- Telekommunikation (Telefon, Internet): Leitungsnetz der Telekom mit Bandbreite von 50 Mbit/s, teilweise bis zu 100 Mbit/s (Kupferleitungen, vollständig unterirdisch verlegt), von verschiedenen Anbietern genutzt.
- Mobilfunk: Vollständige Abdeckung durch mehrere Anbieter, Antennen (Standort-Nr. 620125) auf dem Wasserturm Häckerwald.
- Notfallmedizin: Defibrillator am Schützenhaus (Haus Nr. 29) in der Dorfmitte

### Soziale Infrastruktur
- Kinderspielplatz in der Dorfmitte
- 2 Bolzplätze: am Schützenhaus (Nr. 29) in der Dorfmitte und (Fußballfeld) auf dem Schlossberg

### Wirtschaft
- Landwirtschaft (ein Haupterwerbsbetrieb, mehrere im Nebenerwerb; Viehhaltung, Ackerbau, Imkerei)
- Schreinerei
- Garten- und Landschaftsbau
- Photovoltaik-Anlage

## Vereine
Sportschützenverein (eigenes Schützenhaus mit Schießanlage) und die Freiwillige Feuerwehr Herrnneuses (eigenes Feuerwehrhaus).